# Прививки!!!
«Прививки!!!» (англ. Shots!!!) — третий эпизод двадцать третьего сезона и 300-й эпизод в целом американского мультсериала «Южный Парк». Премьера эпизода состоялась на Comedy Central в США 9 октября 2019 года. Эрик Картман всячески старается избежать прививки, а Рэнди Марш конфликтует со своей семьей из-за поставок марихуаны в Китай. В этом эпизоде пародируется антипрививочное движение за утверждения о том, что вакцинация может привести к аутизму.

## Сюжет
Рэнди Марш празднует получение «Фермой порядочности» (англ. Tegridy Farms) прибыли в 300 тысяч долларов от поставок марихуаны в Китай, организовав парад и выпустив телевизионную рекламу. Однако его жена Шерон злится на него за то, что он сделал это, не принимая во внимание стоимость этих мероприятий и не посоветовавшись с ней несмотря на то, что они приобрели ферму вместе, чтобы не превращать её в бизнес, для которого важна только прибыль, что в итоге и случилось. Она возмущена тем, что китайское правительство покупает их продукт, чтобы использовать его, чтобы подставить китайских протестующих и оправдать их аресты.
Тем временем Эрик Картман в кабинете врача отказывается от прививки, требуемой его школой, раздевается, бегает и визжит, как свинья, уклоняясь от укола всякий раз, когда его пытаются поймать. Под угрозой изгнания из начальной школы он пытается избежать вакцинации, позиционируя себя как «сознательного отказника» (англ. conscientious objector), ссылаясь на опасения, что вакцины могут сделать его «артистичным» (англ. artistic — игра слов с англ. autistic — «болеющий аутизмом») — пародирование слухов, распространяемых сторонниками антивакцинаторства. Его мать на городском собрании повторяет его тезисы, но затем она отказывается от этой точки зрения, признав, что на самом деле она просто не может удержать его пока ему делают укол. Опасаясь, что это может угрожать здоровью детей в школе, другие родители в городе сговариваются с ней, чтобы пока Эрик спит, сделать ему укол. Когда их план проваливается, они нанимают опытного ловца свиней, Большого Мескита Мёрфа, который захватывает Картмана. Однако и он не справляется с задачей. После чего в городе организуют родео, в рамках которого непривитых детей планируется ловить и делать им укол.
Мать Эрика отправляется на «Фермы порядочности», чтобы купить марихуану, после чего она и Рэнди жалуются друг другу на конфликты со своими близкими. Рэнди понимает, что ему нужно извиниться перед Полотенчиком. В разговоре с ним он признаёт, что стал жадным, и обещает прекратить все связи с китайцами. Лиана спасает Картмана на родео, получив укол, предназначенный для Эрика. Она забирает сына домой, но отказывает ему в игрушке, которую получают дети только после прививки. Позже Эрик сам идет к своему врачу на укол, но ему говорят, что его мать проявляет побочные эффекты от полученной ей большой дозы, которая не предназначена для взрослых. Эрик обнаруживает её, рисующей натюрморт, и приходит в ужас от того, что вакцина действительно сделала её «артистичной».

## Отзывы
Райан Паркер из The Hollywood Reporter отметил, что в конце словами Рэнди создатели сериала ответили на его запрет в Китае: «К чёрту китайское правительство!».
Джесси Шедин из IGN оценил эпизод в 6 из 10 баллов, критикуя его за то, что он не праздновал круглое число столь же ярко, как это было в двухсотом эпизоде. Позитивно оценивая сцену родео, он также пишет, что эпизод «на самом деле не является эпическим празднованием годовщины, которого заслуживает Южный Парк. И дело не в том, что нет того размаха, который был в эпизоде „200“. Перед нами эпизод с двумя сюжетными линиями, которые никак не связаны друг с другом».
Крис Лонго из Den of Geek поставил эпизоду 2,5 из 5 звёзд, назвав эпизод «неровным». Он отмечает, что постоянные жалобы, звучащие в эпизоде от Рэнди и Лианы, не сочетаются со значительными темами, затронутыми в эпизоде. Но концовку, в которой традиционно сошлись две сюжетные линии эпизода, он назвал «обоснованной».
Джон Хьюгар из The A.V. Club был более благосклонен, присвоив ему оценку «А» и назвав этот эпизод «самым смешным эпизодом 23 сезона, и, вероятно, лучшим чисто комедийным эпизодом со времён „Ведьмучьих детей“» Он хвалит как линию с отказом Картмана от прививки и проблемами, с которыми столкнулась Лиана в ее попытках стать хорошей матерью для него, так и линию Рэнди и его фермы по выращиванию марихуаны. Хьюгар считает, что сезон с каждым эпизодом становился все лучше: «Этот эпизод дал нам многое для понимания характеров персонажей, а также полон замечательных шуток. Хотя многие из его современников потеряли былую остроту, Южный Парк остается свежим как никогда ранее».
Дани Ди Пласидо из Forbes пишет, что этот эпизод, так же, как и всё шоу, показал моральную ценность «отказа от продажи и цензуры своих историй». Он похвалил его юмор в отношении антивакцинаторов и отметил, что «хотя трёхсотый эпизод Южного Парка не может сравниться с яркостью предыдущего эпизода, шоу, похоже, со временем становится только лучше».
Ренальдо Матадин из CBR.com отметил, что основной мишенью для критики в эпизоде стали противники вакцинации. В этом эпизоде их мнение выражает Картман, и его поведение в итоге приводит к негативным последствиям для него самого.
Джереми Ламберт из 411mania.com поставил эпизоду оценку 6,7 из 10, назвав его «средним». Он отмечает, что прибыль Рэнди (300 000$) — завуалированное поздравление с 300-м эпизодом сериала. По его мнению, эпизод начался довольно слабо, но финал был довольно убедительным.